# Capacitance Electronic Disc
Capacitance Electronic Disc (CED, укр. Ємний електронний диск)  — це аналогова система відтворення відеодиска, розроблена Radio Corporation of America (RCA), у якій відео та аудіо можна відтворювати на телевізорі за допомогою спеціального стилуса та системи канавок високої щільності, подібної до фонографа.
Вперше розроблена в 1964 році система CED широко розглядалася як технологічний успіх, який зміг збільшити щільність довгограючого запису на два порядки. Незважаючи на це досягнення, система CED стала жертвою поганого планування, різноманітних конфліктів із керівництвом RCA та кількох технічних труднощів, які уповільнили розвиток і призупинили виробництво системи на 17 років — до 1981 року. До того часу вона вже була застаріла, завдяки крихкості відеодиску який був дуже схильний до пошкодження надщільних доріжок (DiscoVision, пізніше він називався LaserVision і Laserdisc), на зміну якому прийшли такі формати як відеокасет Betamax і VHS. Продажі системи не були близькими до прогнозованих оцінок. Навесні 1984 року RCA оголосила, що припиняє виробництво плеєрів, але продовжувала виробництво відеодисків до 1986 року, втративши при цьому приблизно 650 мільйонів доларів. Спочатку RCA мала намір випустити програвач SKT425 CED зі своєю високоякісною системою Dimensia наприкінці 1984 року, але скасувала виробництво програвача CED до випуску системи Dimensia.
Формат був широко відомий як "відеодиск", що призвело до плутанини з сучасним форматом Laserdisc. Лазерні диски зчитуються оптично за допомогою лазерного променя, тоді як диски CED зчитуються фізично за допомогою стилуса (подібно до звичайного фонографічного запису). Дві системи взаємно несумісні.
RCA використовувала торгову марку «SelectaVision» для системи CED, назву також використовували для деяких ранніх відеомагнітофонів марки RCA та інших експериментальних проектів RCA. Система Video High Density схожа на систему CED.